# Скобелев, Иван Алексеевич
Ива́н Алексе́евич Ско́белев (1 мая 1901, Салья, Вятская губерния — 10 сентября 1982, Сарапул, Удмуртская АССР) — красноармеец Рабоче-крестьянской Красной Армии, участник Великой Отечественной войны, Герой Советского Союза (1945).

## Биография
Иван Скобелев родился 1 мая 1901 года в деревне Салья (ныне — Кильмезский район Кировской области). В 1919 году он был призван на службу в Рабоче-крестьянскую Красную Армию. Участвовал в боях Гражданской войны, после её окончания был демобилизован. Окончил педтехникум, работал учителем сельской школы. В сентябре 1941 года Скобелев повторно был призван в армию и направлен на фронт Великой Отечественной войны. В боях был ранен.
К январю 1945 года красноармеец Иван Скобелев был пулемётчиком 780-го стрелкового полка 214-й стрелковой дивизии 52-й армии 1-го Украинского фронта. Отличился во время освобождения Польши. В ночь с 25 на 26 января 1945 года Скобелев одним из первых переправился по льду Одера к северу от Олавы. В бою на западном берегу Одера заменил погибшего командира роты, поднял своих товарищей в контратаку, отбросив противника и захватив две линии траншей. Во время отражения немецких контратак Скобелев лично уничтожил около 20 солдат и офицеров противника.
Указом Президиума Верховного Совета СССР от 10 апреля 1945 года за «образцовое выполнение боевых заданий командования на фронте борьбы с немецкими захватчиками и проявленные при этом мужество и героизм» красноармеец Иван Скобелев был удостоен высокого звания Героя Советского Союза с вручением ордена Ленина и медали «Золотая Звезда» за номером 7783.
После окончания войны И. А. Скобелев был демобилизован. Проживал и работал сначала на родине, затем в Сарапуле. Умер 10 сентября 1982 года.

## Память

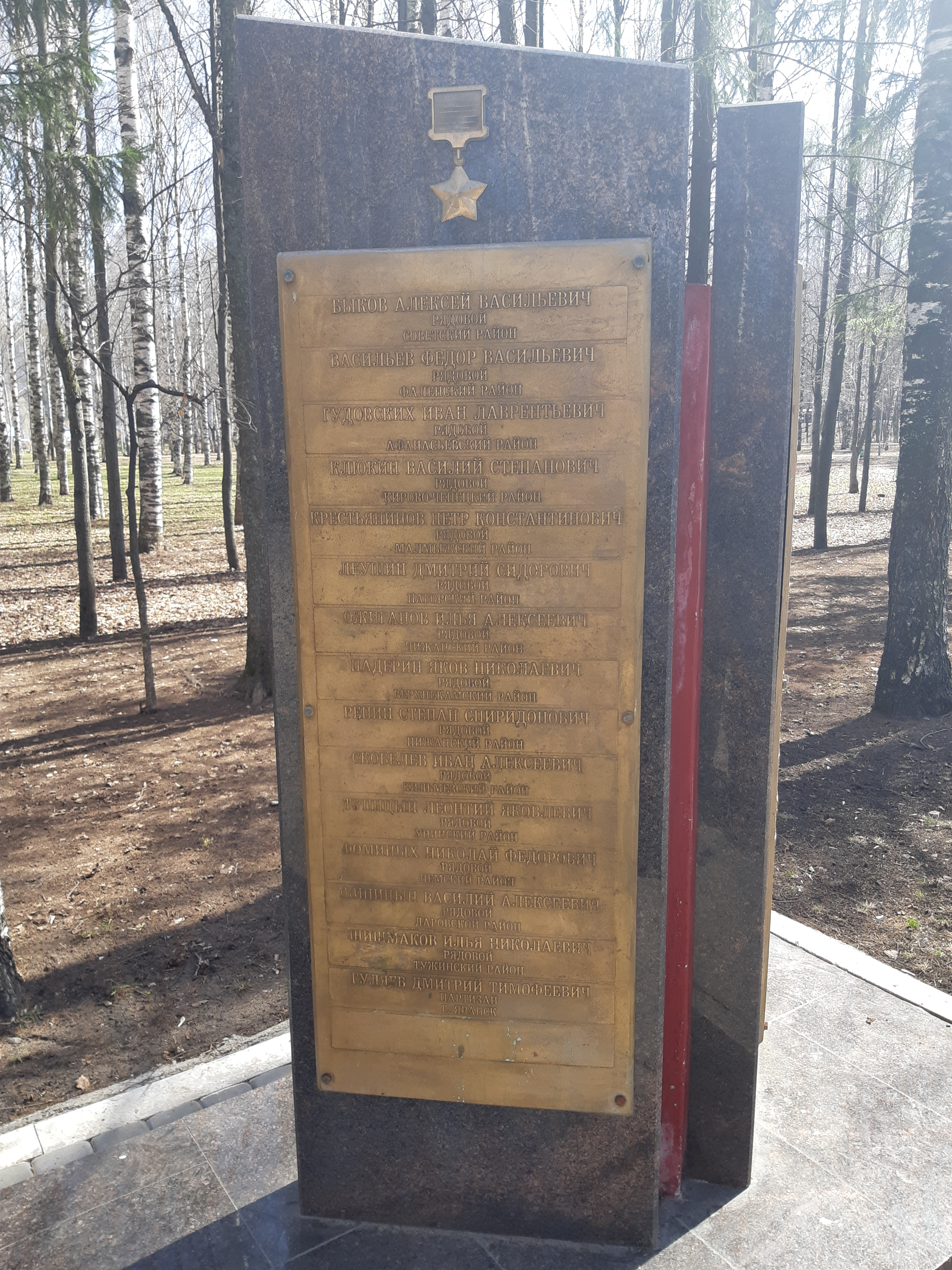
Имя Героя на гранитной стелле в парке Победы в Кирове.

- Его имя на гранитной стелле в парке Победы в Кирове.

- Имя Героя высечено золотыми буквами в зале Славы Центрального музея Великой Отечественной войны в Парке Победы города Москвы.

## Награды
- Герой Советского Союза (орден Ленина и медаль «Золотая Звезда»; 10.4.1945)[2]
- медали[1], в том числе:
  - За отвагу (23.10.1943)[3].